# Cuticle Tantei Inaba
Cuticle Detective Inaba (яп. キューティクル探偵因幡 Кю:тикуру тантэй Инаба, Детектив Инаба) — манга, автором и иллюстратором которой является Моти. Выпускалась издательством Square Enix в журнале Monthly GFantasy с 2008 года. По мотивам манги студией ZEXCS был выпущен аниме-сериал в 2013 году.

## Сюжет
Сюжет разворачивается вокруг Хироси Инабы, оборотня, который держит собственное детективное агентство. Ему помогают — трансвестит Юта Сасаки и обыкновенный подросток Кэй Нодзаки. Они должны выследить и арестовать членов итальянской мафии во главе с козлом Доном Валентином, который параллельно затаил злобу на Хироси, как волка, из-за сказки о волке и семерых козлятах.

## Список персонажей
Хироси Инаба (яп. 因幡 洋 Инаба Хироси) — частный детектив, оборотень-волк. 23 года. По волосам может узнавать не только запах, но личность и местоположение человека. Также с помощью чужих волос может пробуждать свои силы оборотня, при этом способность будет по-разному проявляться в зависимости от цвета используемых волос. В волчьей форме у Хироси появляются волчьи уши и длинные волосы (в обыкновенной форме волосы лишь повторяют форму волчьих ушей). Когда-то вместе с Кунихару Огино работал в полиции, но ушёл из неё, чтобы найти пропавшего младшего брата.
Сэйю: Дзюнъити Сувабэ
Кэй Нодзаки (яп. 野崎 圭 Нодзаки Кэй) — шестнадцатилетний парень, обыкновенный японский подросток. Упоминается, что он рос бедным, в небольшом деревянном доме с родителями и даже сейчас при неплохой зарплате имеет проблемы с деньгами. Обожает кошек, хотя имеет аллергию на них, поэтому у себя дома держит лысого сфинкса Луну.
Сэйю: Мию Ирино
Юта Сасаки (яп. 佐々木 優太 Сасаки Ю:та) — мальчик, который одевается как девушка и стремится выглядеть милой и невинной девушкой. Влюблён в Хироси и сильно ревнует, когда кто-то другой пристаёт к нему, и в такой ситуации может проявлять свои садистские наклонности. Тайно ненавидит Огино. Обычно даёт свои волосы Хироси.
Сэйю: Асами Симода
Кунихару Огино (яп. 荻野 邦治 Огино Кунихару) — инспектор полиции, который следит за детективным бюро. 30 лет. Всё ещё дружит с Инабой. Когда злится, начинает внушать ужас. У него есть дочка, обладающая сверхчеловеческой силой, которую он сильно любит. Имеет прозвище «бессмертный полицейский» из-за необычайной выносливости.
Сэйю: Тосиюки Морикава
Юдзуки Огата (яп. 緒方 柚樹 Огата Юдзуки) — детектив с длинными светлыми волосами. 29 лет. Имеет горячую страсть к собакам, в частности всё время пристаёт к Инабе, мучая его. Сам Инаба из-за этого избегает его. Наставник Стеллы.
Сэйю: Косукэ Ториуми
Стелла (яп. ステラ Сутэра) — девочка-оборотень из того же агентства, что и Инаба. Прибыла в Японию из Франции. Сначала показана, как пугливая, так как её волчьи способности ещё не пробудились. Однако при битве с Валентино показывает хорошую ловкость. После битвы с Доном приобрела фетиш к эластичности. Подопечная Юдзуки Огаты.
Сэйю: Ай Фукада
Дон Валентино (яп. 首領（ドン） ヴァレンティーノ Дон Варэнти:но) — главный злодей истории, в то же время комичный персонаж. Антропоморфный козёл и глава итальянской мафии. Питается бумажными банкнотами. Намеревается стать новым диктатором Японии. Ненавидит Инабу, как и остальных волков, так как верит, что они угрожают травоядным, в частности козлам. Всё время пытается поймать Инабу, но каждый раз терпит неудачу.
Сэйю: Тору Окава
Лоренцо (яп. ロレンツォ Рорэнцо) — личный подчинённый Валентино. Носит традиционную японскую одежду и мешок на голове. По всей видимости, влюблён в Валентино и сильно ревнует, когда кто-то другой сближается с ним. Маскируется, надевая необычную одежду, но мешок всегда его выдаёт. В одной из серий выясняется, что у него каштановые волосы и лёгкая бородка.
Сэйю: Дзюрота Косуги
Габриелла (яп. ガブリエラ Габуриэра) — подчинённая Валентино и хороший стрелок. Без очков ничего не видит. Убивает только тех, кто ниже/выше её «идеального роста». В частности Кэй оказался «правильного» роста и она в него влюбилась. Несмотря на то, что формально считается подчинённым Валентино, она всё время мучает его и изливает на нём весь свой гнев.
Сэйю: Ёко Хикаса
Ноа  (яп. ノア) — четырнадцатилетняя девушка-учёный. Разрабатывает разные устройства и вещества для Валентино. Говорит на кансайском диалекте. Помешана на убийстве людей с «молодыми телами». В частности она дружит с Ютой, чтобы убить их общего врага — Кунихару Огино.
Сэйю: Юйко Тацуми
Харука Инаба (яп. 因幡 遥 Инаба Харука) — младший брат Хироси, который исчез за 2 года до основных событий. Альбинос, сначала идентифицировал себя как кролика, но тоже является волком. Сбежал, так как страдал по поводу того, что Хироси раньше уделял ему слишком мало времени и даже пытался уничтожить полицейский участок, в котором работал Хироси. Не может смотреть на что-либо красное, если это не волосы Хироси. Его способность заключается в том, что он может слышать мысли человека, порой те, о которых не догадывается сам человек. Очень слаб телом и быстро выматывается.
Сэйю: Мицуки Сайга
Сомэй Инаба (яп. 因幡 聡明 Инаба Со:мэй) — бывший полицейский пёс, известный как «чёрный клык», был арестован за самоубийство своего партнёра Дзёдзи. Имеет способность высвобождать свою душу на дальние расстояния и сейчас принял форму игрушки-барана. Является неофициальным лидером организации НОРА. Является биологическим отцом Хироси и Харуки. Полиция использовала его ДНК для создания новых псов-полицейских. Любит досаждать Нацуки, пытается всё время убить Огино по неясным причинам. Может определять, врёт ли человек, лишь по запаху. Лишён физического тела, поэтому вынужден вселяться в свои сосуды (специально подготовленных для этого людей) для восстановления сил. Может вселиться в любого человека, получив таким образом абсолютную власть над его телом.
Сэйю: Такэхито Коясу
Нацуки Мисава (яп. 三澤 夏輝 Мисава Нацуки) — член организации НОРА, женщина-волк, может узнавать многое о человеке, держа его за руку. Дружит с Ятаро с самого детства. Очень беспокоится за Харуку из-за его слабого тела. Питает романтические чувства к Ятаро.
Сэйю: Асами Сэто
Ятаро Синодзука (яп. 篠塚 弥太郎 Синодзука Ятаро:) — член организации НОРА, человек-волк. Его лично тренировал Сомэй. Может чувствовать ложь человека. Дружит с Нацуки с детства. Является сосудом Сомэя, который восстанавливает в нём свои душевные силы.
Сэйю: Томокадзу Сугита

## Критика
Представитель сайта Anime News Network отметил, что это самый глупый сериал, транслировавшийся на последние несколько лет, при чём не глупо-смешно, а в буквальном смысле слова, сериал изобилует плоскими и нелепыми шутками. Попытка создать атмосферу постоянно юмора провалилась, наиболее артистичным на фоне остальных получился козёл, но всё равно он далёк от совершенства. Представители сайта отметили, что по сравнению с Азазелем, сериал получился гораздо менее удачным и хотя смотрится легко, но так же легко и забывается.